# خوان رامون ميخيا
خوان رامون ميخيا (بالإسبانية: Juan Mejía)‏ (1 أغسطس 1988 بتيغوسيغالبا في هندوراس - ) هو لاعب كرة قدم هندوراسي في مركز الهجوم.

## وصلات خارجية
- خوان رامون ميخيا على موقع قاعدة بيانات كرة القدم.إي يو (الإنجليزية)
- خوان رامون ميخيا على موقع Soccerway.com (الإنجليزية)